# Maïyara
Maïyara ou Mayara, May Yara est une localité et une commune rurale du Niger, département de Dakoro, région de Maradi.

## Géographie
La localité de Maïyara est située à 90 km au sud-ouest du chef-lieu départemental Dakoro.
|             | Kornaka   | Attantané      |
| Sabon-Machi | Maïyara   | Sarkin Haoussa |
|             | Chadakori |                |

## Histoire
La commune rurale de Maïyara instaurée en 2002, est issue d'une partie du canton de Kornaka.

## Population
Lors du recensement général de 2012, la population communale est relevée à 62 440 habitants, dont 1 220 habitants pour la localité chef-lieu communal.

## Localités
La commune s'étend sur 73 villages et 47 hameaux au sud du département de Dakoro.

## Services et infrastructures
- Centre de Santé Intégré (CSI) à Maïyara[5].
- Collège d'enseignement général (CEG) à Maïyara,
- Centre de formation des métiers (CFM) à Maïyara.